# Península Corbeta Uruguay
La península Corbeta Uruguay es una península de tres kilómetros de largo que se extiende en el extremo sudeste de la Isla Thule (o Morrell) del grupo Tule del Sur. Se localiza al sur del golfo Caldera, al norte de la bahía Ferguson y al oeste del estrecho San Lesmes, en las coordenadas 59°27′6″S 27°17′7″O / -59.45167, -27.28528, y enfrentando a la roca Twitcher y la isla Cook.
En esta península se ubica uno de los puntos que determinan las líneas de base de la República Argentina, a partir de las cuales se miden los espacios marítimos que rodean al archipiélago.

## Toponimia

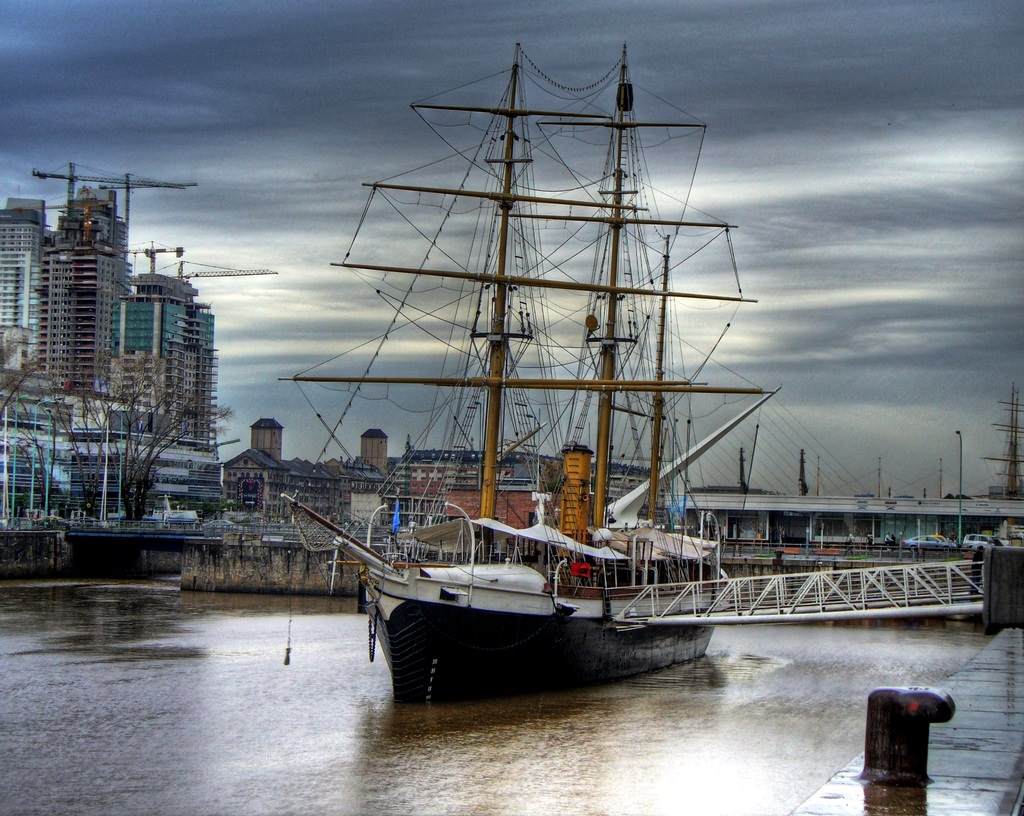
La Corbeta Uruguay en Buenos Aires.

El nombre honra a la corbeta ARA Uruguay que rescató a Otto Nordenskjöld y los integrantes de su expedición en su viaje a la península Antártica en 1903. Esta fue una verdadera hazaña de la Armada Argentina y fue la primera expedición argentina a la Antártida Argentina.
La toponimia británica del archipiélago la denomina Hewison.

## Características

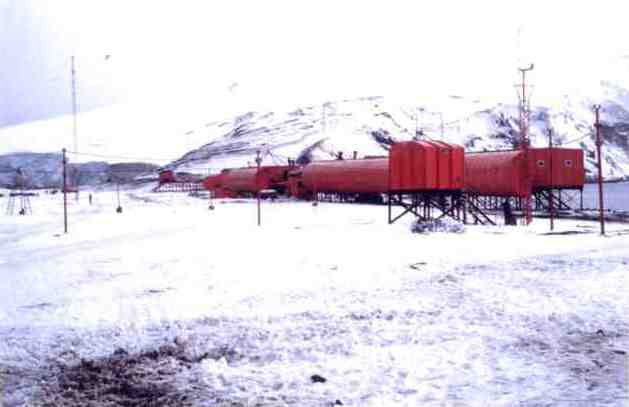
La Base Corbeta Uruguay en 1981.

La península tiene una altura media de unos 25 m s. n. m., y tiene origen volcánico. Está formada por lava y rocas de la isla Morrell. Consiste en una pequeña lengua de tierra mesetaria plana, saliendo del monte Larsen hacia el este, ofreciendo cierta protección de los vientos provenientes del oeste.
Fue aquí donde la Armada Argentina creó la Base Corbeta Uruguay en la costa norte de la península, siendo el único asentamiento humano permanente en todas las Islas Sandwich del Sur. Dicha base funcionó entre noviembre de 1976 y junio de 1982, cuando las fuerzas militares británicas invadieron las Sandwich del Sur y pusieron fin a la presencia argentina en la isla Morrell.
La base fue ubicada en la península Corbeta Uruguay porque es el único lugar de todo el archipiélago de las Sandwich del Sur que cuenta con espacio suficiente para el establecimiento humano. La península posee miles de pingüinos que anidan todos los veranos, convirtiéndose en una gran pingüinera. De hecho, se caracteriza por el hedor proveniente de la roquería de pingüinos.
Aquí también se halla el refugio Teniente Esquivel desde 1955 (en la zona de unión entre la península y el monte Larsen) y las balizas Gobernación Marítima de Tierra del Fuego, Teniente Sahores y Punta Hewison.
Como el resto de las Sandwich del Sur, la isla no está ni habitada ni ocupada, y es parte del Reino Unido que la hace parte del territorio británico de ultramar de las Islas Georgias del Sur y Sandwich del Sur, y es reclamada por la República Argentina, que la hace parte del departamento Islas del Atlántico Sur dentro de la provincia de Tierra del Fuego, Antártida e Islas del Atlántico Sur.

## Galería
|                                                                                           |
| Vista satelital de la isla Thule/Morrell con la península en el extremo inferior derecho. |

|                                       |
| El Refugio Teniente Esquivel en 1955. |

|                                                             |
| La Baliza Gobernación Marítima de Tierra del Fuego en 1955. |